# Józef Kołączkowski

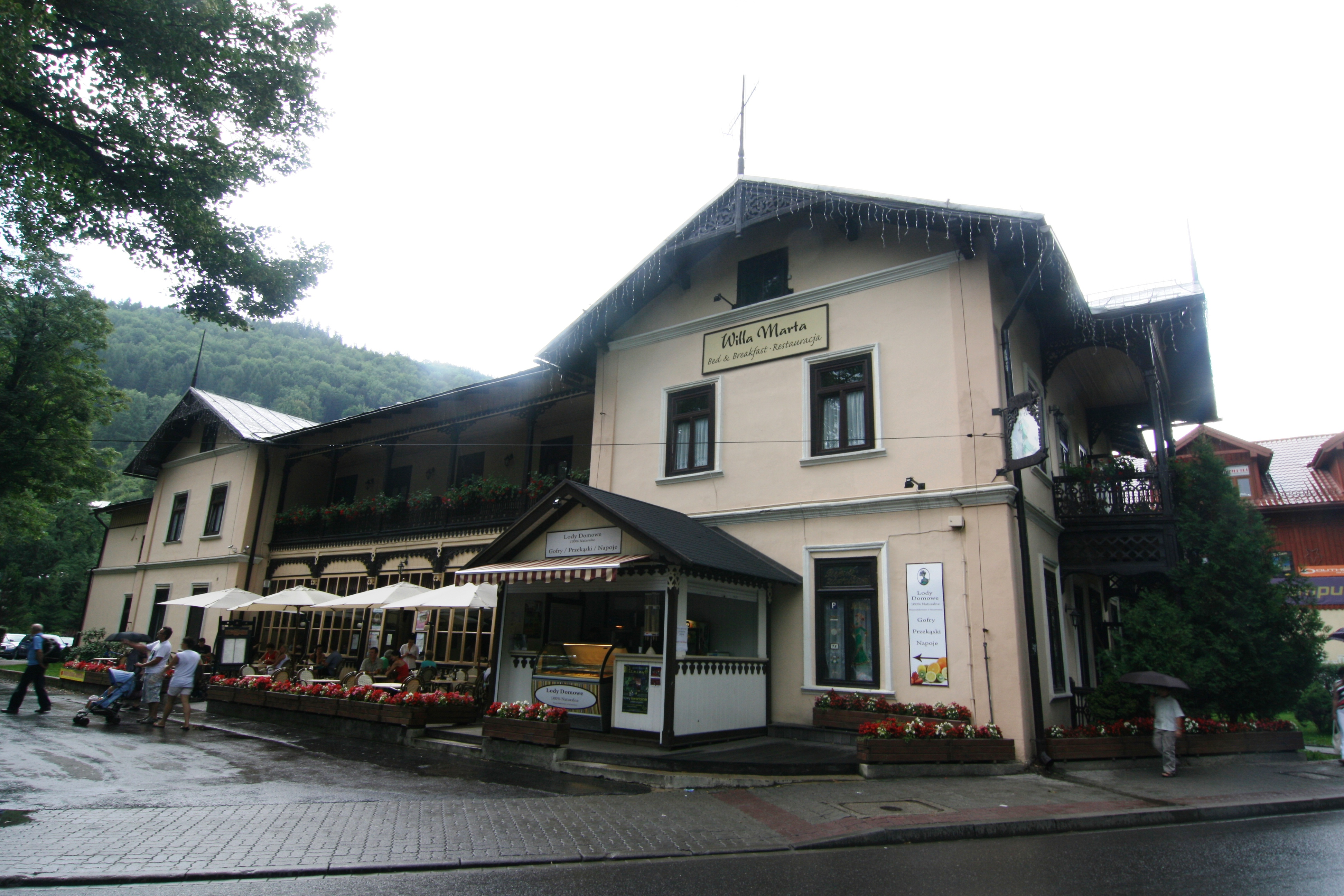
Willa „Marta”, 2012

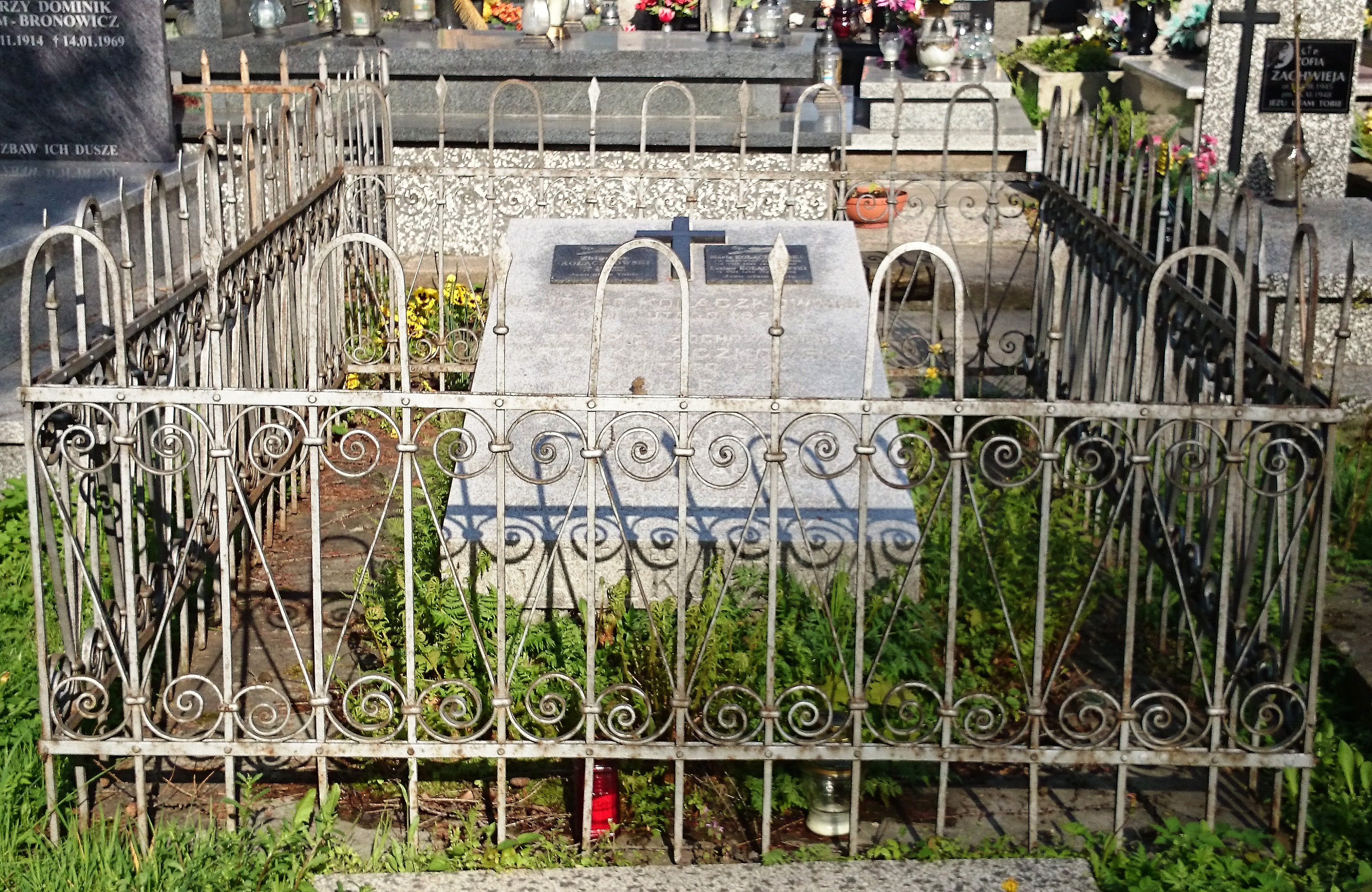
Grób rodziny Kołączkowskich, w którym leżą również Józef i jego żona Marta oraz córki Józefa i Maria, na cmentarzu pod Huliną w Szczawnicy

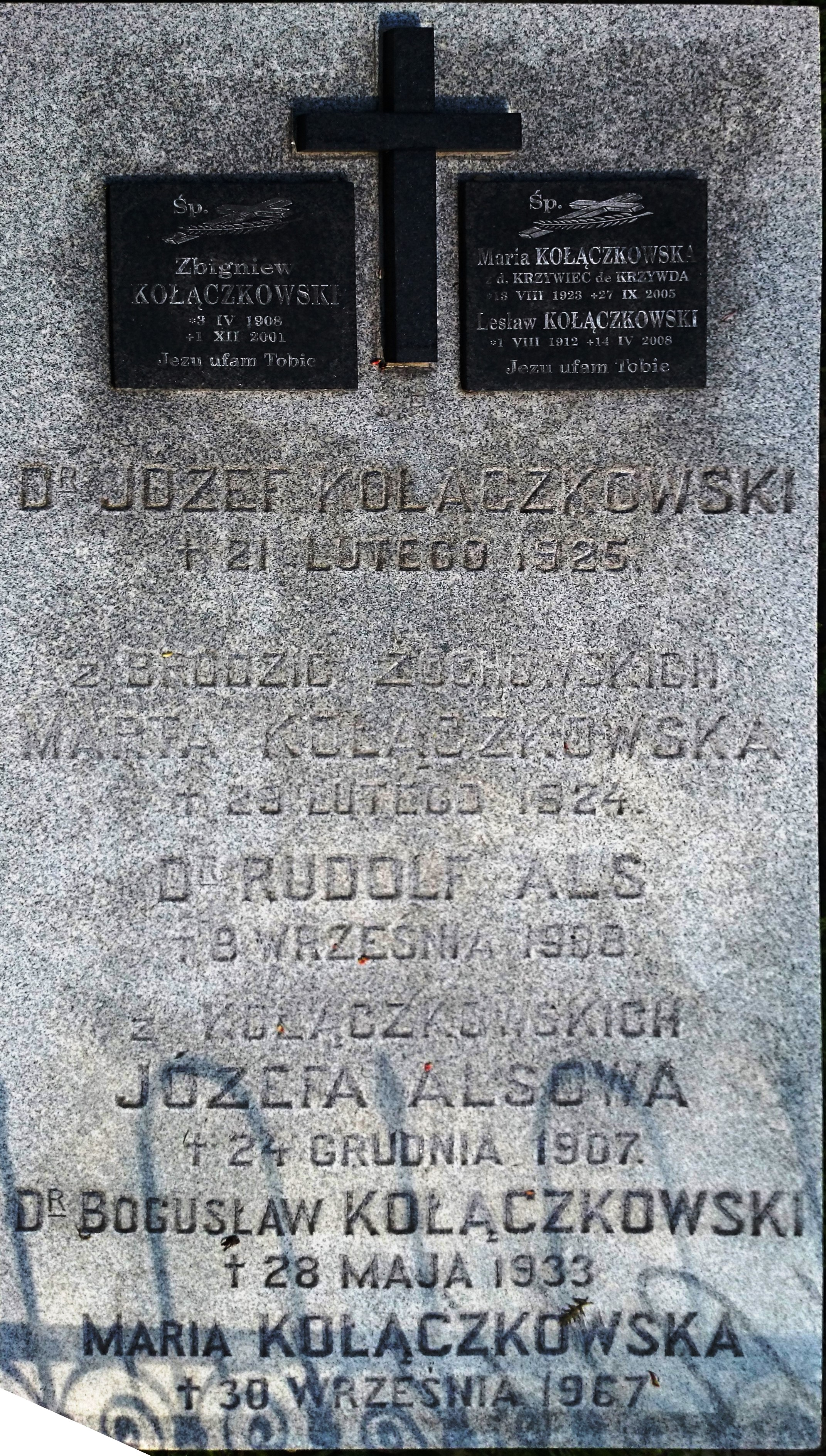
Płyta nagrobna grobu Kołączkowskich

Józef Kołączkowski (Józef Wiercioch) (ur. 7 października 1842 w Szczawnicy Górnej, zm. 21 lutego 1925 tamże) – polski lekarz, który wniósł znaczący wkład w rozwój uzdrowiska w Szczawnicy, protoplasta szczawnickiego rodu Kołączkowskich.

## Życiorys
Był synem Józefa Wierciocha i Zuzanny z Kołaczkowskich, wielopokoleniowych gospodarzy w Szczawnicy. Początkowo uczył się prywatnie u miejscowego księdza Franciszka Dzikiewicza, potem w szkole w Starym Sączu. Ukończył gimnazjum w Nowym Sączu i studia medyczne na Uniwersytecie Jagiellońskim w Krakowie. W 1874 roku otrzymał tytuł doktora wszech nauk lekarskich.
W 1863 roku przerwał naukę w gimnazjum, aby wziąć udział w powstaniu styczniowym: próbował przedostać się na Kielecczyznę do wojsk gen. Mariana Langiewicza. Został zatrzymany przez władze austriackie i wcielony do armii cesarskiej. W czasie wojny prusko-austriackiej przez 3 lata walczył jako kadet w pułku budapeszteńskim. 3 lipca 1866 roku został ciężko ranny w lewą rękę w bitwie pod Sadową. Z powodu kalectwa został zwolniony wtedy z wojska i wrócił do nauki. 
Najprawdopodobniej w czasie powstania styczniowego używał pseudonimu Kołaczkowski (używanie pseudonimu od nazwiska panieńskiego matki było wtedy powszechnym zwyczajem), w 1873 roku zmienił oficjalnie nazwisko na Kołączkowski (z „ą” zamiast „a”).
Po ukończeniu studiów początkowo mieszkał w Nowym Sączu, gdzie był ordynatorem szpitala. W 1875 roku przeniósł się do Szczawnicy i rozpoczął praktykę w tym uzdrowisku. Jednocześnie praktykował w zakładach wodoleczniczych w Kautenleutgeben pod Wiedniem, Zurychu, Dreźnie (gdzie studiował zasady dietetyki), Meranie, Berlinie i Budapeszcie (w klinikach tych ostatnich dwóch miast studiował internę).
W 1876 roku zawiązał spółkę z 3 córkami Józefa Gawrońskiego: pannami Marią (późniejszą Biernacką), Wiktorią (późniejszą Stillmanową) i Felicją Gawrońskimi. Spółka dokończyła budowę pierwszego swojego domu, który nazywany był wtedy „Murowańcem”, a obecnie jest to willa „Marta”. W 1886 roku przeniósł się na stałe do Szczawnicy, gdzie odkupił dzierżawę Dolnego Zakładu Kąpielowego na Miedziusiu (czyli zakładu wodoleczniczego w Parku Dolnym będącego własnością Polskiej Akademii Umiejętności) od Pauliny Tomankowej i jej syna Mieczysława.
Poza dzierżawą powyższego zakładu Kołączkowski wykupił od chłopów przylegające do Parku Dolnego podnóże góry Bryjaki, gdzie utworzył w 1889 roku własny zakład wodoleczniczy (o oficjalnej nazwie: „Hydropatia” – Zakład Wodoleczniczy), pensjonaty i pierwszą na Podhalu elektrownię (w 1895 roku). Po wygaśnięciu umowy dzierżawy Dolnego Zakładu Kołączkowskiego został on sprzedany przez PAU Adamowi Stadnickiemu. Kołączkowski intensywnie rozwijał oba zakłady (dzierżawiony w latach 1888–1910, a własny – do 1920 roku, kiedy zaprzestał praktyki ze względu na podeszły wiek). W sumie wybudował kilka pensjonatów wokół Parku Dolnego o łącznej pojemności 120 pokoi. Frekwencja w jego zakładach dochodziła do 1000 gości w ciągu sezonu (⅛ wszystkich gości w Szczawnicy). W 1895 roku (po uruchomieniu elektrowni) wprowadził w sanatorium, pierwsze w Szczawnicy, oświetlenie elektryczne.
Kołączkowski wydał w 1883 roku przewodnik po Szczawnicy i informator dla lekarzy pt. Szczawnica. Zdrojowisko i stacja klimatyczna w Galicji. Był wieloletnim członkiem korespondentem Krakowskiego towarzystwa Lekarskiego i działaczem Oddziału Pienińskiego Towarzystwa Tatrzańskiego. Politycznie był sympatykiem ruchu ludowego, w maju 1920 roku odwiedził go w Szczawnicy Wincenty Witos.

## Życie rodzinne
Józef Kołączkowski ożenił się około 1876 roku z Martą Żochowską (1857–1924), córką Edmunda, właściciela Laskowej. Ich córkami były:
- Józefa (1878–1907), która wyszła za mąż za Rudolfa Alsa, wspólnie z nim zarządzała w latach 1906–1907 pensjonatem „Pod Mickiewiczem” w Szczawnicy,
- Janina (1882–1883),
- Maria (1883–1967), późniejsza żona Bogusława Chrzana Kołączkowskiego, spadkobierczyni zakładu i kierująca nim już od ok. 1920 roku.

Józef, jego żona Marta oraz córki Józefa i Maria (oraz mężowie córek) pochowani zostali w grobie rodzinnym na cmentarzu pod Huliną w Szczawnicy.